# Tommy Potter

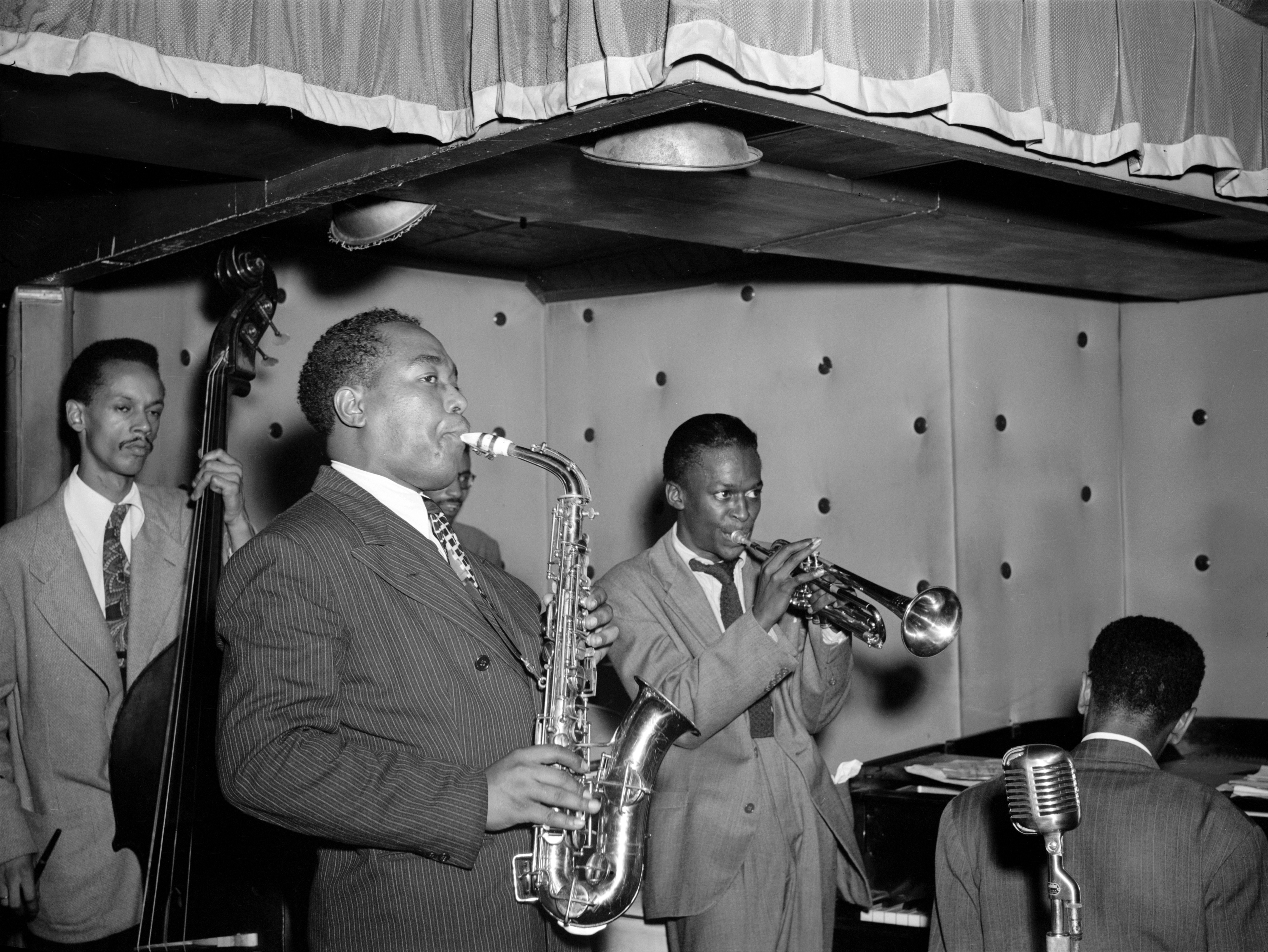
Charlie Parker, Tommy Potter, Miles Davis, Duke Jordan, Max Roach ca. August 1947.
Fotografie von William P. Gottlieb.

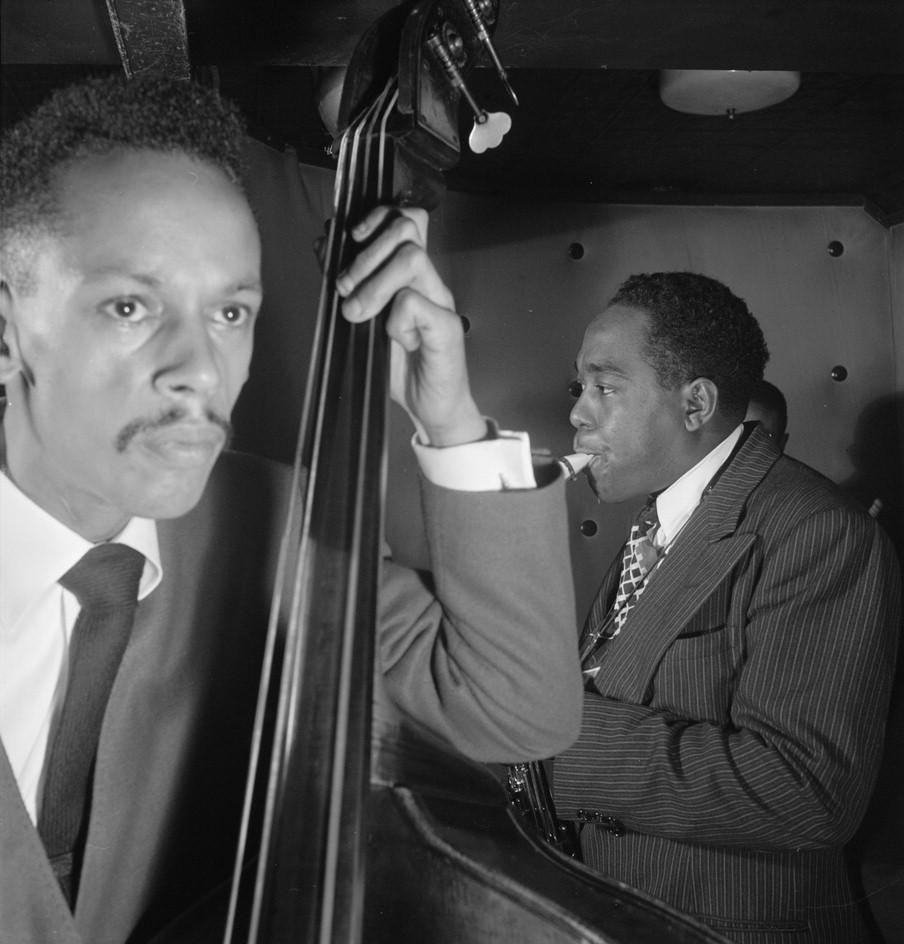
Tommy Potter, Charlie Parker und Max Roach (verdeckt), Auftritt im New Yorker Jazzclub Three Deuces, ca. November 1946.
Fotografie von William P. Gottlieb.

Charles Thomas „Tommy“ Potter (* 21. September 1918 in Philadelphia; † 3. März 1988 ebenda) war ein amerikanischer Jazz-Kontrabassist.
Er gilt durch seine vergleichsweise lange Zugehörigkeit zum Charlie Parker-Quintett von 1947 bis 1950 als einer der führenden Bassisten des Bebop.
Potter kam erst im relativ hohen Alter von 21 Jahren zum Kontrabass als Hauptinstrument, nachdem er vorher Unterricht auf Klavier und Gitarre erhalten hatte. Dieser späte Einstieg mag zumindest teilweise erklären, warum es Potter niemals zu einem Virtuosen vom Niveau des einige Jahre jüngeren Oscar Pettiford gebracht hat. In seiner Spielauffassung gleicht er eher einem fortgeschrittenen Musiker des Swing-Stils, dessen besondere Stärke darin bestand, die oft ausgesprochen schnellen Tempi, die Parker einzuzählen liebte, problemlos bewältigen zu können. Außerdem ergänzte sich die Spielweise des Bassisten hervorragend mit den beiden anderen Musikern der Rhythmusgruppe des Parker-Quintetts dieser Zeit, nämlich dem Schlagzeuger Max Roach sowie dem Pianisten Duke Jordan. Da zudem auch noch der junge Miles Davis an der Trompete Mitglied der Band war, wird diese Besetzung von vielen Fans und Kritikern für eine der musikalisch überzeugendsten in Parkers Karriere gehalten. Sie ist darüber hinaus auf Schallplatten besonders gut dokumentiert, diese zahlreichen Aufnahmen geben einen guten Einblick in die solide, unspektakuläre Begleitarbeit Potters.
Potter und Parker lernten sich 1944 während ihrer gemeinsamen Zeit in der Big Band des Sängers Billy Eckstine kennen, zu der der Bassist nach ersten Erfahrungen in traditionelleren Swing-Ensembles (beispielsweise mit dem Posaunisten Trummy Young) gestoßen war. Die Eckstine-Band der Zeit von 1943 bis 1945 gilt bis heute als eine der frühesten „Brutstätten“ des Modern Jazz. Parker, der Jazztradition von Kansas City entstammend, erwartete rhythmische Inspiration vor allem vom Schlagzeug, vom Bass hingegen unbeirrbare walking lines im Stile Walter Pages. Dieser musikalischen Auffassung entsprach Tommy Potter perfekt.
Von Zeiten intensiver Tourneetätigkeit (wie zum Beispiel mit Parker in Europa 1949 oder verschiedene Male mit Jazz at the Philharmonic) abgesehen, pflegte der Bassist neben seiner musikalischen Arbeit auch stets bürgerlichen Berufen nachzugehen. Dennoch verhalf ihm sein Renommee als „der Bassist Charlie Parkers“ über Jahrzehnte zu regelmäßigen Engagements mit den großen Namen der Jazzszene, darunter so verschiedenen Musikern wie Earl Hines, Count Basie oder Benny Goodman, aber auch Stars der moderneren Jazzstile wie Gil Evans (Great Jazz Standards 1959) oder Stan Getz.